# Luang Pho Dhammajayo

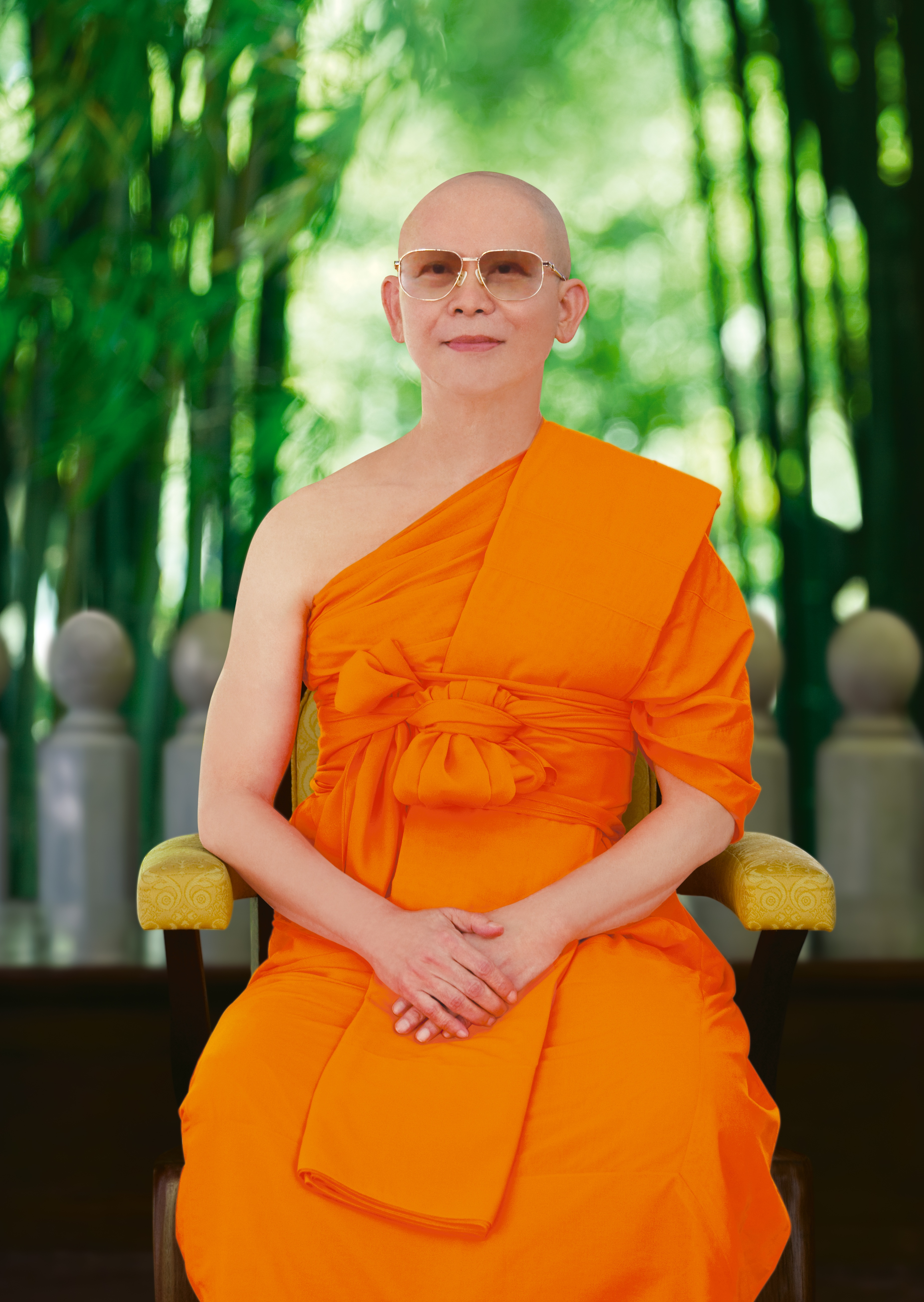
Luang Pho Dhammajayo

Luang Pho Dhammajayo (Thais: พระเทพญาณมหามุนี) is een Thaise Boeddhistische monnik en de abt van Wat Phra Dhammakaya in Thailand. Hij is leraar in Dhammakaya-meditatie. 'Luang pho' is een algemene aanspreekvorm is en 'Dhammajayo' is zijn kloosternaam. In 2011 ontving hij een Thaise koninklijke titel, Phrathepyanmahamuni, maar die werd in 2017 weer ingetrokken.

## Jeugd
Luang Pho Dhammajayo werd geboren met de lekennaam Chaybun Sutthiphon en is de zoon van Janyong Sutthiphon, zijn vader, en Juri Sutthiphon, zijn moeder. Chaybun begon geïnteresseerd te raken in het Boeddhisme toen hij nog op de middelbare school zat in Bangkok. Tijdens zijn studiejaren zocht hij de non Chan Konnokyung op in de tempel Wat Paknam Phasicharön, nadat hij over haar had gelezen in een tijdschrift over Boeddhistische meditatie. Konnokyung wist antwoord op zijn levensvragen te geven, wat hem nieuwsgierig maakte. Hij ging bij haar in de leer en werd uiteindelijk haar belangrijkste leerling in meditatie. Hij noemde haar steevast 'Khun Yay', wat een respectvolle aanspreekvorm voor nonnen is.
Gedurende zijn studentenjaren wist Chaybun een medestudent over te halen om Khun Yay te bezoeken. Deze medestudent, Phadet Phongsawadi, zou uiteindelijk de onderabt (Thais: รองเจ้าอาวาส) worden van Wat Phra Dhammakaya.

## Wijding als monnik
Na vele jaren bij Khun Yay in de leer te zijn geweest, trad hij in 1969 in als monnik in Wat Paknam Phasicharön en kreeg de kloosternaam 'Dhammajayo'. Hij begon al vrij spoedig meditatieles te geven, afgewisseld met Khun Yay. Door de stijgende populariteit van de lessen werd het uiteindelijk gepast geacht elders een nieuwe tempel op te richten om meer ruimte te hebben voor activiteiten. Nadat een vrijgevige donateur een stuk land gaf in 1970, begonnen Khun Yay en Dhammajayo aan de bouw van wat later Wat Phra Dhammakaya zou worden.

## Huidige activiteiten
In 2011 kreeg Dhammajayo de koninklijke eretitel Phrathepyanmahamuni. Luang Pho Dhammajayo staat met name bekend om zijn benadering van meditatie, maar heeft ook een groot aantal projecten opgezet die meer geëngageerd van aard zijn, waaronder een campagne om mensen aan te moedigen te stoppen met roken en drinken. Deze landelijke campagne, in het Thais Te lao phao buri geheten (เทเหล้าเผาบูหรี่), ontving in 2004 een certificaat van waardering van de Wereldgezondheidsorganisatie. Luang Pho Dhammajayo ontving ook een groot aantal prijzen van Boeddhistische organisaties buiten Thailand. De gemeenschap die in Wat Phra Dhammakaya woont, telt ongeveer drieduizend monniken, novicen en lekenmedewerkers; de tempel is daarmee de grootste tempelgemeenschap van Thailand. Luang Pho Dhammajayo staat bekend om zijn moderne stijl van management van de tempel.